# 1995
1995 (MCMXCV) var ett normalår som började en söndag i den gregorianska kalendern.

## Händelser

### Under året
- 10 227 ecstasytabletter beslagtas i Sverige under året [1].

### Januari
- 1 januari

EU utökas med Finland, Sverige och Österrike.

  - Finland, Sverige och Österrike blir medlemmar av EU, som därmed har 15 medlemsstater [2].
  - Lekeberg bryter sig ur Örebro kommun.
  - Bollebygd bryter sig ur Borås kommun.
  - Mellersta och östra Kiribati flyttade datumgränsen i och med att de bytte från UTC-11/UTC-10 till UTC+13/UTC+14.
  - Sverige tillåter att homosexuella ingår partnerskap [3].
- 8 januari – En tornado i delstaten Florida i USA dödar en person och skadar ett trettiotal.

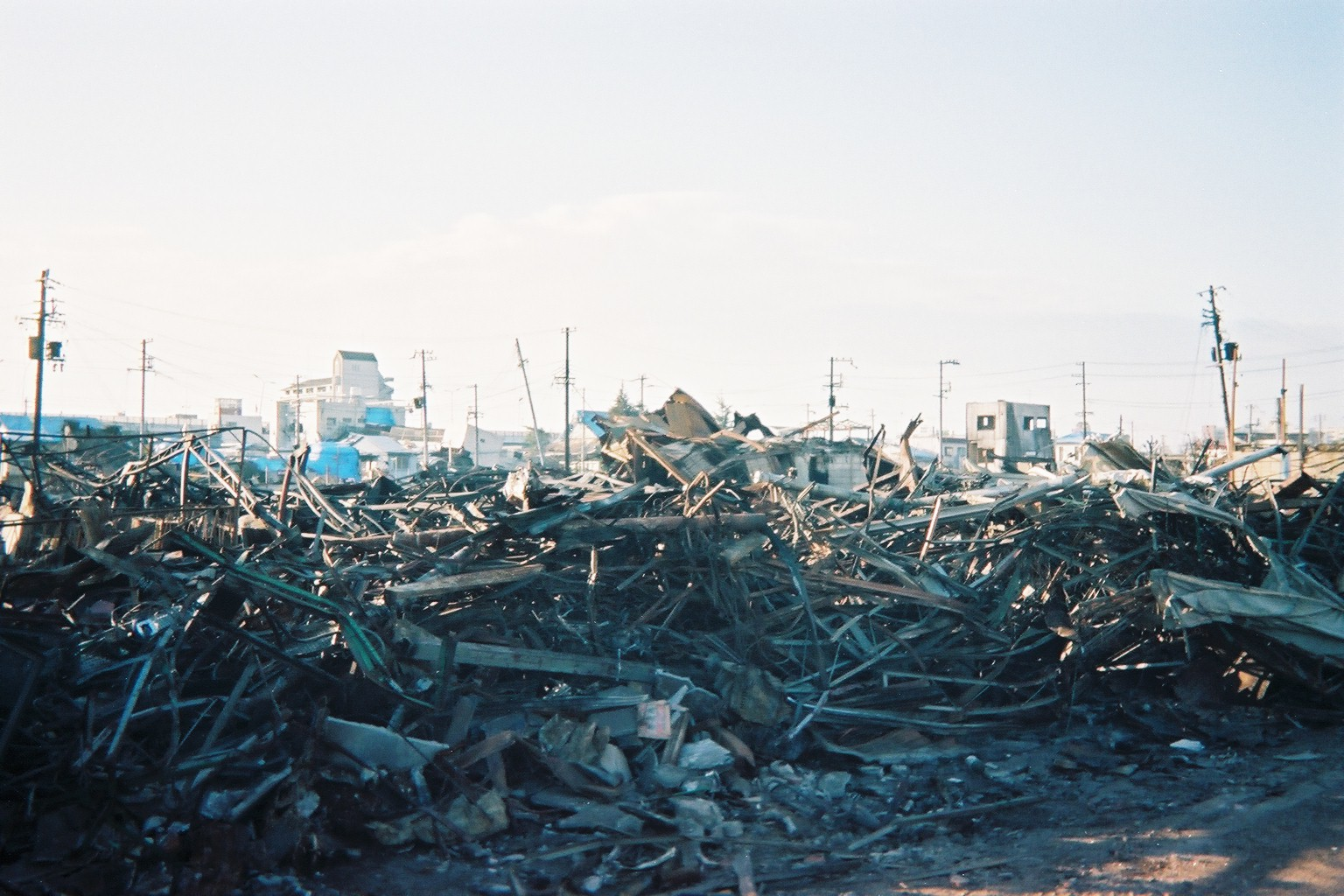
Jordbävning i Kobe.

- 17 januari – Ett jordskalv inträffar i den japanska staden Kobe [2]. Skalvet mäter 7,3 på Richterskalan, 6433 personer omkommer och det blir stora materiella skador.
- 18 januari – Volvo beslutar om en satsning på nära fem miljarder kronor i fabriker och bilmodeller, bland annat ska fabriken i Uddevalla startas upp igen.
- 20 januari – Över 1 000 oljeskadade fåglar skjuts på svenska ön Gotlands östkust [4].
- 24 januari
  - Den svenska forskningssatelliten Astrid skjuts ut från en raketbas i Plesetsk i Ryssland.
  - Anita Gradin utses till svensk EU-kommissionär [5].
- 28 januari – Rhen, Mosel, Main, Sieg, Meuse, Waal och Seine svämmar över och lägger stora delar av Tyskland, Nederländerna, Belgien och norra Frankrike under vatten. Över 300 000 personer evakueras och Rhen stiger på några veckor 11 meter över sin medelnivå [6].
- 29 januari – 33-åriga svenska kusken Helen A Johansson vinner som första kvinnliga kusk årets Prix d'Amerique i Paris med stoet Ina Scot som drar sulkyn.[2]

### Februari
- 4 februari – I Sverige väljs Maria Leissner till partiordförande för Folkpartiet efter Bengt Westerberg [2].
- 5 februari – Sverige slår Ryssland med 6-4 vid världsmästerskapsfinalen i bandy [7] i Roseville.
- 7 februari – Den svenske slalomstjärnan Thomas Fogdö förlamas efter kollision med ett träd [7].
- 8 februari – Vid en jordbävning i Colombia dödas minst 40 personer [6].
- 18 februari – Sveriges statsminister Ingvar Carlsson anländer till Kapstaden för det första svenska officiella besöket någonsin i Sydafrika. De undertecknar ett svenskt biståndsavtal värt 345 miljoner SEK [5].
- 27 februari – 28-årige mäklaren Nick Leeson grips efter att ha spelat bort sju miljarder SEK på Singapores valutamarknad [7].

### Mars
- 1 mars – Stopp för försäljning av blyhaltig bensin införs i Sverige.
- 8 mars – Konstandinos Stephanopoulos tillträder posten som Greklands president.
- 11 mars – Den homosexuelle ishockeyspelaren Peter Karlsson mördas av en nynazist i Västerås.
- 15 mars – I Sverige avgår sjösäkerhetsdirektör Bengt Erik Stenmark då det framgått att inspektionen misskött sitt uppdrag och kände till det skadade bogvisiret på båten M/S Estonia, som förliste 1994 [5].
- 20 mars – 12 personer dödas och 2 000 skadas då en så kallad domedagssekt vid namn Aum Shinrikyo släpper ut giftgasen sarin i Tokyos tunnelbana [7].
- 21 mars – USA:s president Bill Clinton meddelar att USA minskat ner sina soldater i Haiti till 5 300 [8].
- 22 mars – Ryske kosmonauten Valerij Poljakov slår världsrekord med 438 dygn i rymden [7].
- 24 mars – Det svenska alkoholmonopolet upphör delvis då importen till Systembolaget och restaurangerna blir fri [9].
- 27 mars
  - USA skickar soldater till Somalia för att bistå då FN-soldaterna avslutar sitt uppdrag [8].
  - Den 67:e oscarsgalan hålls i Shrine Auditorium i Kalifornien, USA.

### April

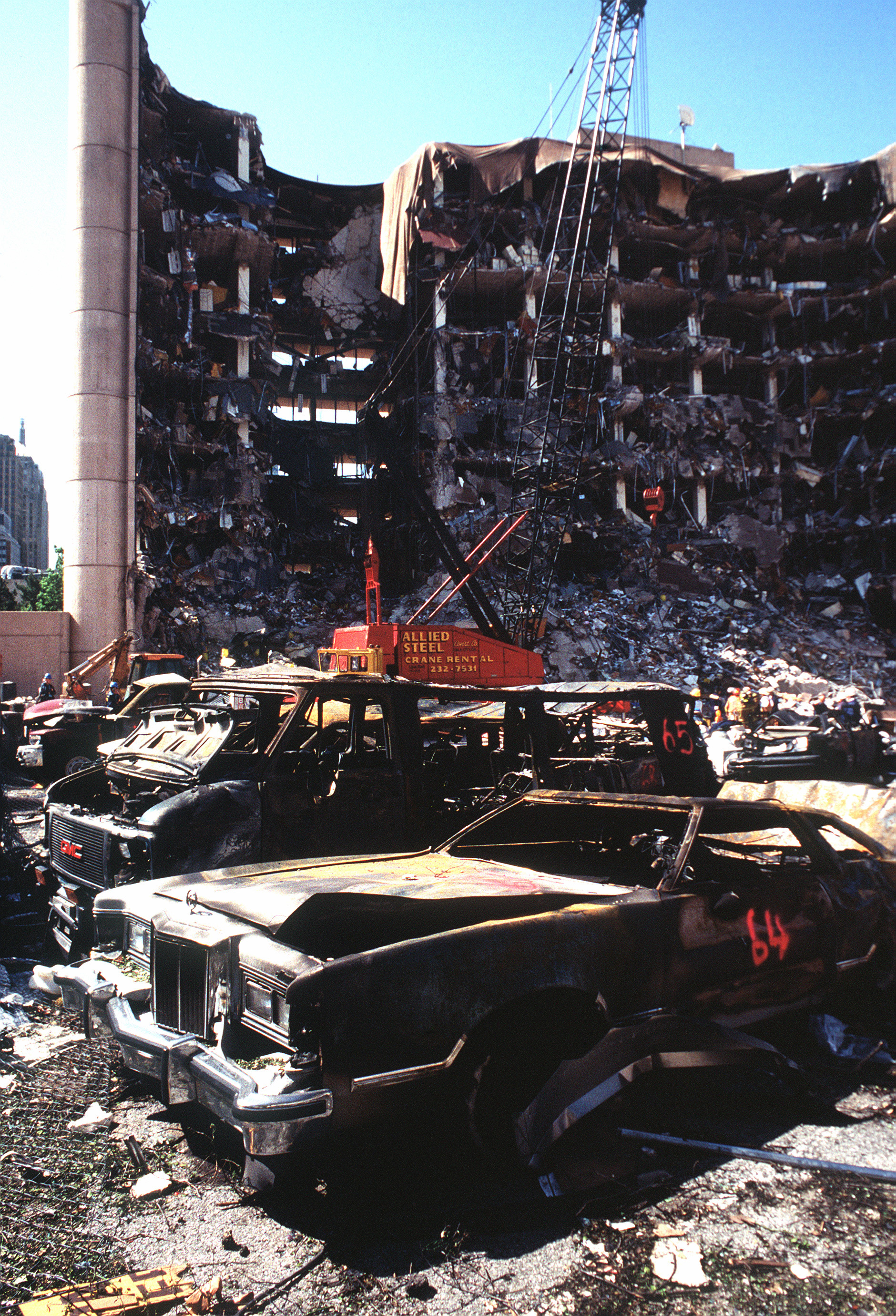
Bombdådet i Oklahoma City

- 1 april – Vulkanutbrott på ön Fogo i Kap Verde [4].
- 3 april – Volvo säljer livsmedelsföretagen i Procordia och 45 % av bryggerijätten Pripps till norska Orklakoncernen för 8,8 miljarder SEK, och välkända svenska varumärken som Kalles kaviar och Ramlösa hamnar i norsk ägo [2], liksom Abba och Ekströms [10].
- 5 april – 5 000 personer evakueras från ön Fogo i Kap Verde efter vulkanutbrott [4].
- 13 april – Paavo Lipponen blir Finlands statsminister i en koalitionsregering mellan Socialdemokraterna, Vänsterförbundet, Samlingspartiet, Svenska folkpartiet och De Gröna[11].
- 18 april – Volvokoncernen gör den största vinsten någonsin för ett svenskt börsbolag, 16,4 miljarder SEK. Koncernchef Sören Gyll anser dock att vinsten är för liten [5].
- 19 april – 168 personer dödas när en bilbomb exploderar och förstör Alfred P. Murrah Federal Building i Oklahoma City, USA.
- 24 april – Över 250 kubikmeter olja rinner ut i en biflod till Ob i Ryssland från en skadad ledning [4].
- 26 april – I Haag inleds krigsförbrytartribunal mot en krigsförbrytare från Bosnien-Hercegovina [11].
- 27 april – Flera kvadratkilometer skog brinner ner då en läckande gasledning i Uchta, Ryssland fattar eld [4].

### Maj
- 1 maj – Operation Blixt påbörjas.
- 2 maj – Raketattackerna mot Zagreb inträffar.
- 3 maj – USA:s soldater lämnar Somalia [8].
- 7 maj
  - Jacques Chirac vinner presidentvalet i Frankrike, på sitt tredje försök,[7] och efterträder François Mitterrand.
  - Finland slår Sverige med 4–1 vid världsmästerskapsfinalen i ishockey i Stockholm [11].
- 17 maj – Jacques Chirac tillträder posten som Frankrikes president.
- 19 maj – Djurgården, Hagaparken och delar av Gärdet blir Sveriges första nationalstadspark, Kungliga nationalstadsparken [10].
- 25–26 maj – NATO-stridsflygplan bombar bosnienserbiska ammunitionsdepåer utanför Sarajevo [11].
- 27 maj – 2 164 personer dödas vid en jordbävning på Sachalin [6].
- 28 maj – Åtta personer dödas vid forsränning i Råneälven [7].

### Juni

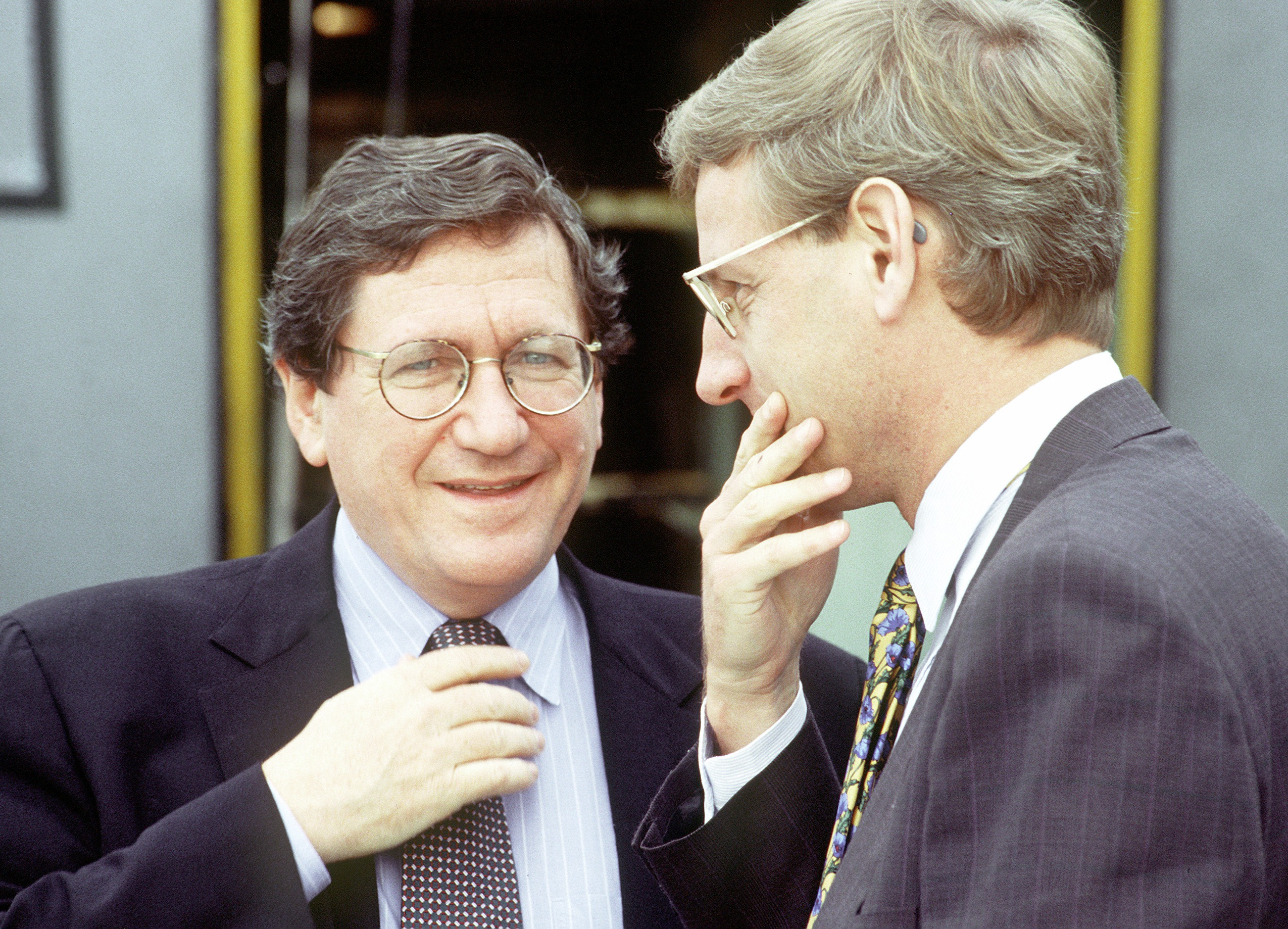
Carl Bildt (till höger) utses till EU:s medlare i Bosnien-Hercegovina. På bilden tillsammans med Richard Holbrooke, USA:s medlare i Bosnien-Hercegovina.

- 2 juni – Flera tusen kvadratkilometer i Norge står under vatten då älvarna i Gudbrandsdalen och Österdalen svämmat över [4].
- 7 juni – Väg- och tågtrafiken på flera broar över Vindelälven, Piteälven och Indalsälven i Sverige stoppas på grund av översvämningar [4].
- 10 juni – Carl Bildt utses till EU:s medlare i Bosnien-Hercegovina [9].
- 15 juni – 26 personer dödas och ett 30-tal skadas vid en jordbävning i Grekland [6].
- 26 juni – Filippinska flickan Sarah Balabagan, som arbetar som hembiträde i Förenade arabemiraten, befinns skyldig för dråp på sin arbetsgivare den 19 juni 1994 och döms till sju års fängelse [12].
- 27 juni – En 29-årig svensk diplomatdotter döms till döden i Thailand för heroinsmuggling, men benådas till livstids fängelse [7].
- 29 juni
  - Riksrevisionsverket tillkännager att svenska folket bidragsfuskar för 57 miljarder SEK varje år [9].
  - De båda huvudåtalade för skottlossningen vid Sturecompagniet, Tommy Zethraeus och Guillermo Marquez Jara, döms till livstids respektive 10 års fängelse [9].
  - Sampoongvaruhuset i Seoul, Sydkorea kollapsar, varvid 501 människor omkommer och 937 skadas.

### Juli

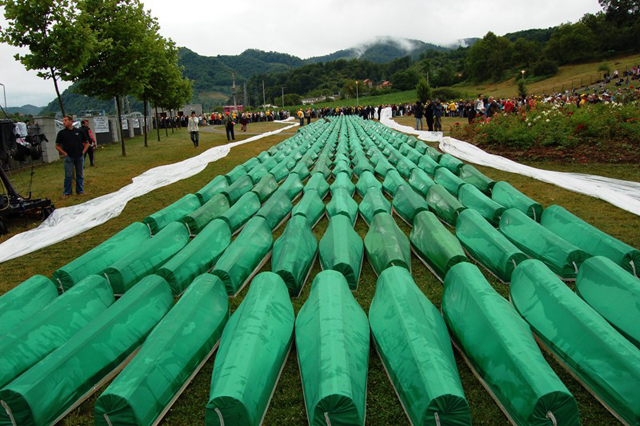
Srebrenicamassakern..

- 7 juli – Drygt 5 miljoner människor i södra Kina försöker stoppa de översvämningar som gjort tusentals personer hemlösa [4].
- 9 juli – En värdetransport i Arninge rånas på 32 miljoner, det största rånbytet dittills i Sverige [7].
- 11 juli – Bosnienserbiska armén (BSA) intar den av FN skyddade staden Srebrenica i östra Bosnien och mördar 8 000 bosniska muslimer.
- 13 juli – Den svenska Vattendomstolen godkänner byggandet av Öresundsbron.
- 14 juli – Kronprinsessan Victoria blir myndig och kan vikariera åt Carl XVI Gustaf [9].
- 16 juli – I USA vinner Annika Sörenstam, Sverige US Women's Open i golf [9].
- 17 juli – Det första kontraktet för bygget av bron över Öresund undertecknas [10].
- 24 juli – Jan Guillou utkommer med tionde boken i serien om Carl Hamilton, och serien har gjort honom till en av Sveriges bäst säljande författare [5].

### Augusti

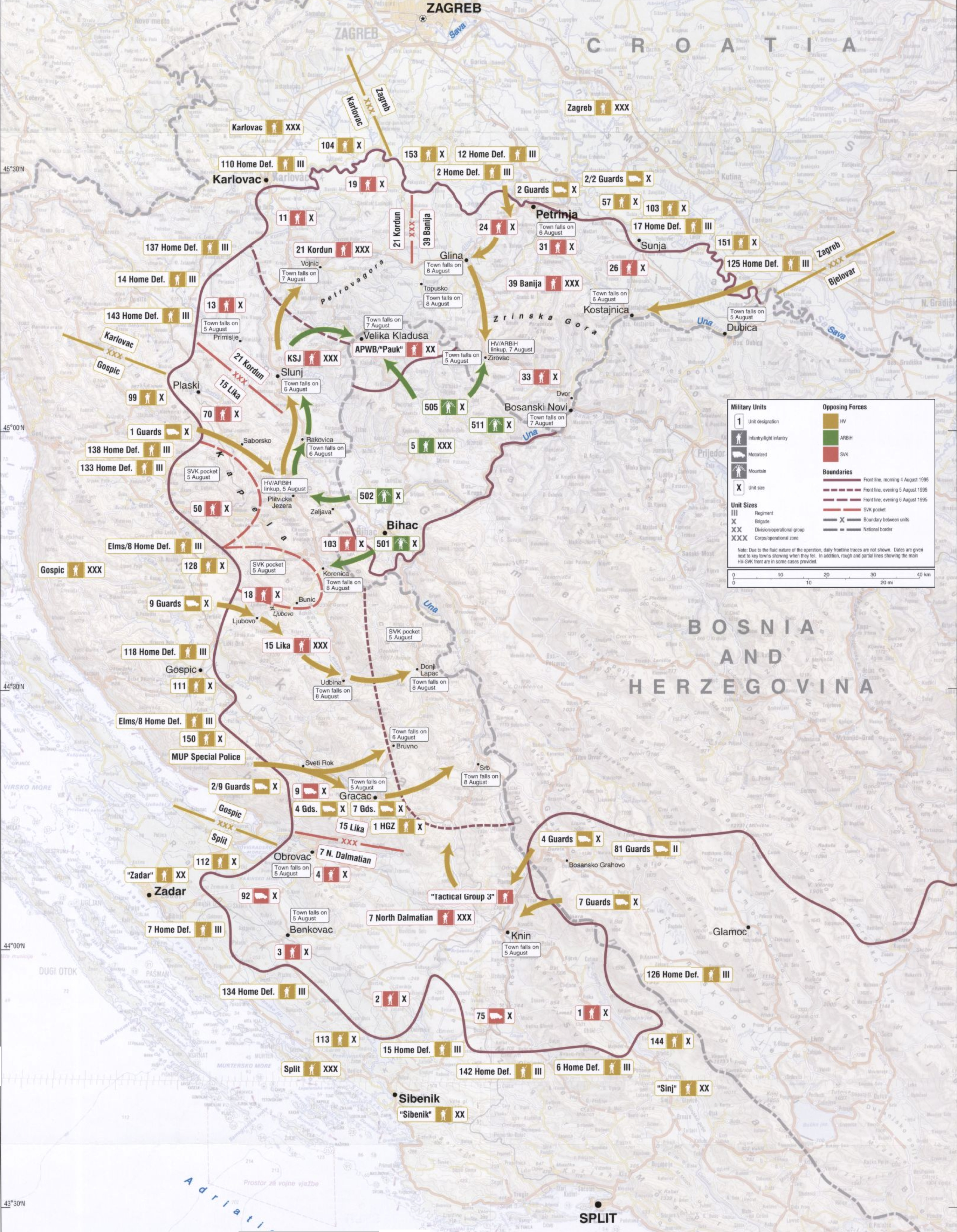
Operation Storm.

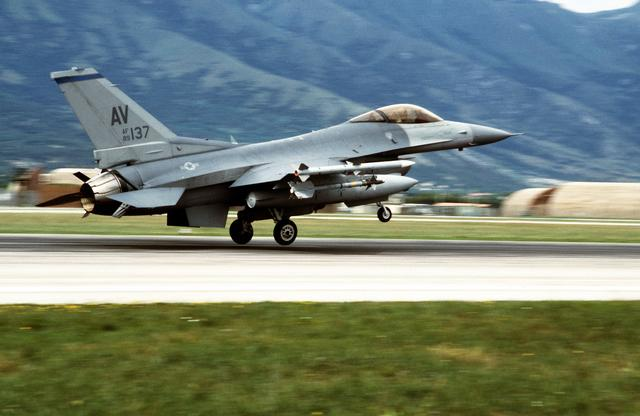
Operation Deliberate Force.

- 3 augusti – Världsmästerskapen i friidrott invigs i Göteborg, och kallas av många det "största idrottsevenemanget någonsin i Sverige" [9]. Tävlingarna varar till 13 augusti.
- 4 augusti – Kroatien inleder Operation Storm för att driva ut de sista serbiska trupperna ut ur landet. Operationen förstör nästan all serbisk krigskapacitet.
- 6 augusti – Jesper Parnevik, Sverige vinner Scandinavian Masters som förste svensk [7].
- 17 augusti – 14-årige John Hron misshandlas till döds, av fyra skinnskallar med kopplingar till vit-maktmiljön, i Kode utanför Kungälv i Bohuslän [7].
- 18 augusti – Ingvar Carlsson meddelar att han tänker avgå som Sveriges statsminister och partiledare för Socialdemokraterna i mars 1996.

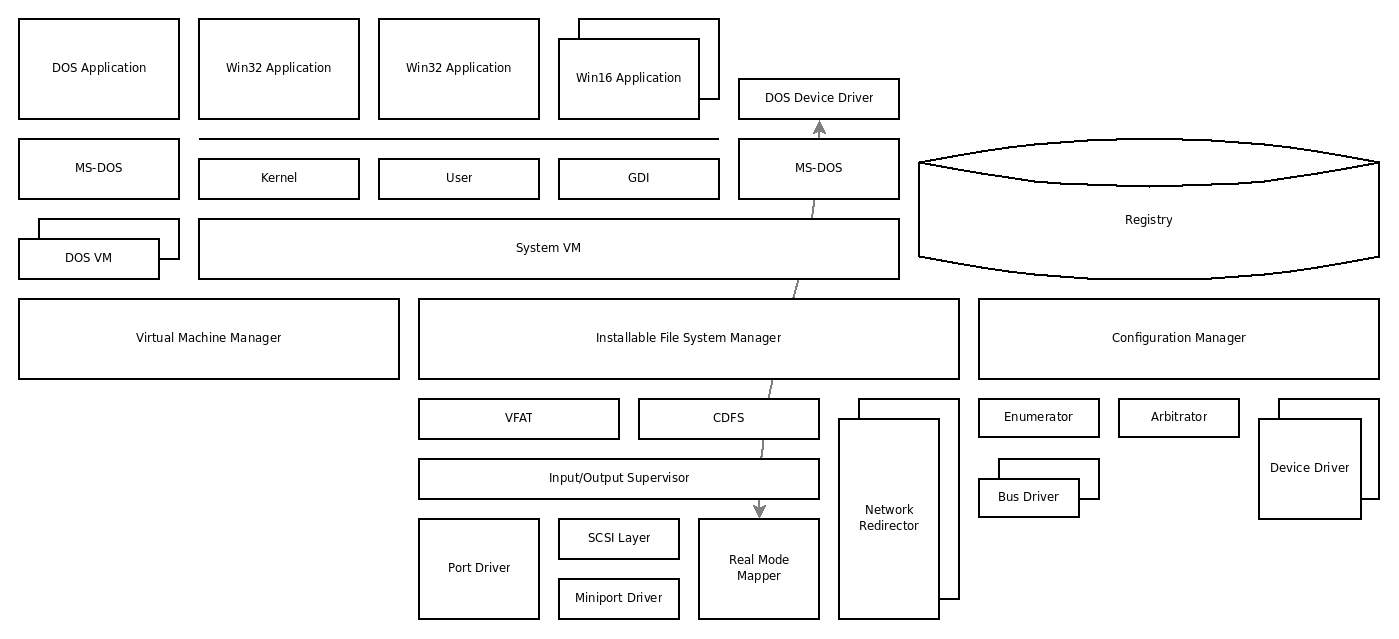
Windows 95.

- 24 augusti – Windows 95 lanseras av Microsoft.
- 28 augusti – Svenska kyrkan och svenska staten beslutar att gå skilda vägar från den 1 januari år 2000, men behålla några band [2].
- 30 augusti – Operation Deliberate Force påbörjas.

### September
- 5 september – Trots protestaktioner världen över inleder Frankrike en serie kärnvapenprovsprängningar på Moruroaatollen i Stilla havet [2].
- 6 september – Filippinska flickan Sarah Balabagan, som arbetar som hembiträde i Förenade arabemiraten, får sin dom ändrad från dråp till mord på sin arbetsgivare den 19 juni 1994 då inget bevis funnits på att arbetsgivaren försökt våldta henne, och domen sju års fängelse ersätts med dödsstraff.
- 8 september
  - En 18-årig asylsökande från Elfenbenskusten hittas ihjälstucken med kniv i Klippan i Skåne [9]. Två tonåriga medlemmar i ett nazistgäng döms senare för dådet.
  - De kroatiska styrkorna påbörjar Operation Mistral.
- 17 september
  - Deltagandet i det första svenska valet till Europaparlamentet är endast 41,2 %. EU-motståndarna Miljöpartiet får mycket större röstandel än i senaste svenska riksdagsvalet [9].
  - Orkanen Marilyn vållar stor förödelse i Puerto Rico och på Jungfruöarna [4].
- 21 september – USA:s president Bill Clinton meddelar att USA minskat ner sina soldater i Haiti till 2 400 [8].
- 27 september – Sveriges Radio startar reguljära digitalradiosändningar [9]  över Nackasändaren.

### Oktober

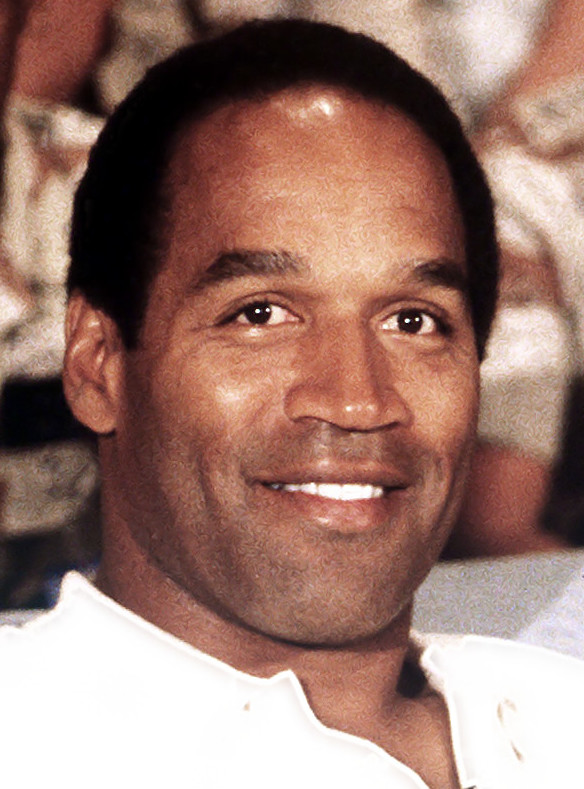
O. J. Simpson förklaras oskyldig för mordet på sin fru.

- 1 oktober – Över 90 personer dödas och över 200 skadas vid en jordbävning i Turkiet [6].
- 3 oktober
  - O. J. Simpson förklaras oskyldig för mordet på sin fru [7].
  - Svenska kronprinsessan Victoria deltar för första gången vid Sveriges riksdags öppnande [5].
- 7 oktober
- Över 100 personer dödas, 2 000 skadas och 40 000 blir hemlösa vid en jordbävning på Sumatra [6].
  - George Scott, Sverige blir världsmästare i lätt tungviktsboxning i en match på Bahamas, och blir därmed Sveriges förste boxningsvärldsmästare sedan Ingemar Johansson 1959 [5].
  - Benny Anderssons och Björn Ulvaeus musikal Kristina från Duvemåla har urpremiär i Malmö på [9] Malmö musikteater med bland andra  Anders Ekborg, Peter Jöback och Helen Sjöholm.
- 9 oktober – 55 personer dödas och 10 000 blir hemlösa vid en jordbävning i Mexiko [6].
- 12 oktober
  - Expressen avslöjar att det svenska statsrådet Mona Sahlin har använt kontokort för tjänstebruk till privata utgifter [9].
  - Ett bilfraktfartyg går på grund i Öresund och 180 ton olja läcker ut. Milt väder underlättar saneringen [4].
- 16 oktober – Det svenska statsrådet Mona Sahlin tillkännager vid en presskonferens att hon ska ta en "time out" efter Tobleroneaffären.
- 18 oktober – Bygget av Öresundsbron inleds.
- 26 oktober – 1 dödas och 29 skadas när en bilbomb detonerar i Rijeka, Kroatien. Terrorgruppen Gama'a al-Islamiyya ligger bakom dådet.
- 27 oktober – Lettland ansöker om medlemskap i EU.
- 28 oktober
  - Branden i Bakus tunnelbana 1995
  - I Filippinerna dödar en tyfon 150 personer och gör 60 000 hemlösa [6].
- 30 oktober
  - Vid en folkomröstning i Québec säger 50,6 % nej till självständighet från Kanada.[13]
  - Filippinska flickan Sarah Balabagan, som arbetar som hembiträde i Förenade arabemiraten, får sin dom för att ha dödat sin arbetsgivare den 19 juni 1994 omprövad igen, nu till ett års fängelse, 100 slag med käppen samt betala skadestånd.
- 31 oktober – Statistik från SCB visar att svensk industri slog lönsamhetsrekord under första halvåret 1995, bästa året sedan 1978 [5].

### November

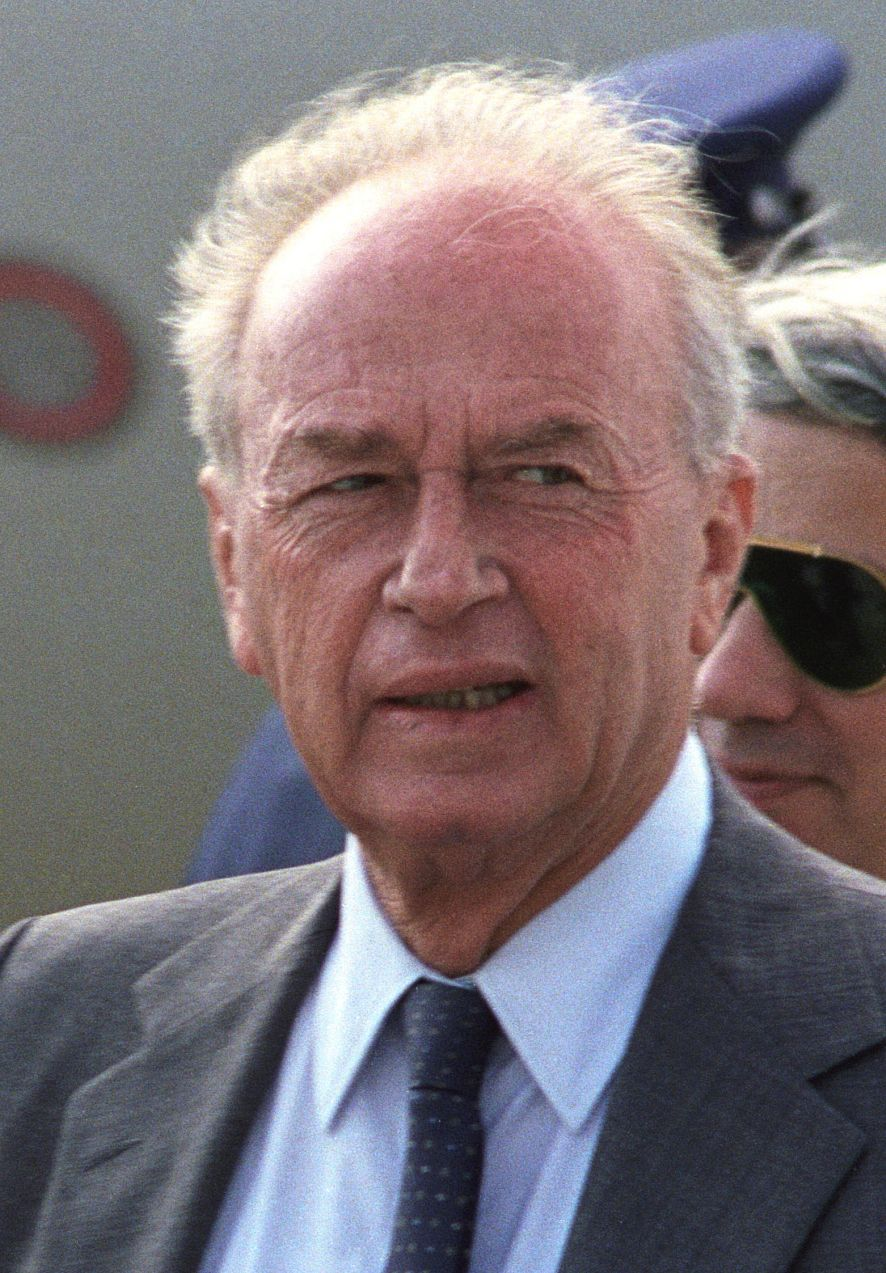
Israels premiärminister Yitzhak Rabin skjuts ihjäl i Tel Aviv vid ett fredsmöte.

- 3 november – I Filippinerna dödar en ny tyfon 600 personer och gör 100 000-tals hemlösa [6].
- 4 november – Israels premiärminister Yitzhak Rabin skjuts ihjäl i Tel Aviv vid ett fredsmöte[2].
- 10 november – Mona Sahlin meddelar att hon inte längre är beredd att efterträda Ingvar Carlsson som ledare för SAP då den interna kritiken växt [2], och hon lämnar Sveriges regering men stannar i den socialdemokratiska partistyrelses verkställande utskott [9]. Hon har uppmärksammats för kontokortsaffärer, och säger att hon "inte vill skada partiet mer än hon redan gjort" [5].
- 15 november – Två tonåringar döms till flera års fängelse för mordet på John Hron i Kode, Bohuslän den 17 augusti [9]. Den ene är 15 och får fem års fängelse, den andre 18 och får sitta sex år [5].
- 17 november – En snöstorm drabbar framför allt de södra delarna av Sverige [14], vilket medför många strömavbrott och att många arbetsplatser och skolor tvingas vara stängda.
- 21 november – På Wright-Patterson Air Force Base, precis nordost om Dayton, Ohio, enas de stridande i före detta Jugoslavien om ett fredsavtal, vars efterlevnad övervakas av Nato-styrka.[2]
- 25 november – Irland säger efter folkomröstning ja till att tillåta skilsmässa.
- 27 november – Skanska får i uppdrag av Öresundskonsortiet att bygga Öresundsbron från Lernacken i Sverige till en konstgjord ö, Pepparholm, i Öresund [5].
- 28 november – En tredje tyfon under hösten gör 60 000 personer i Filippinerna hemlösa [4].

### December

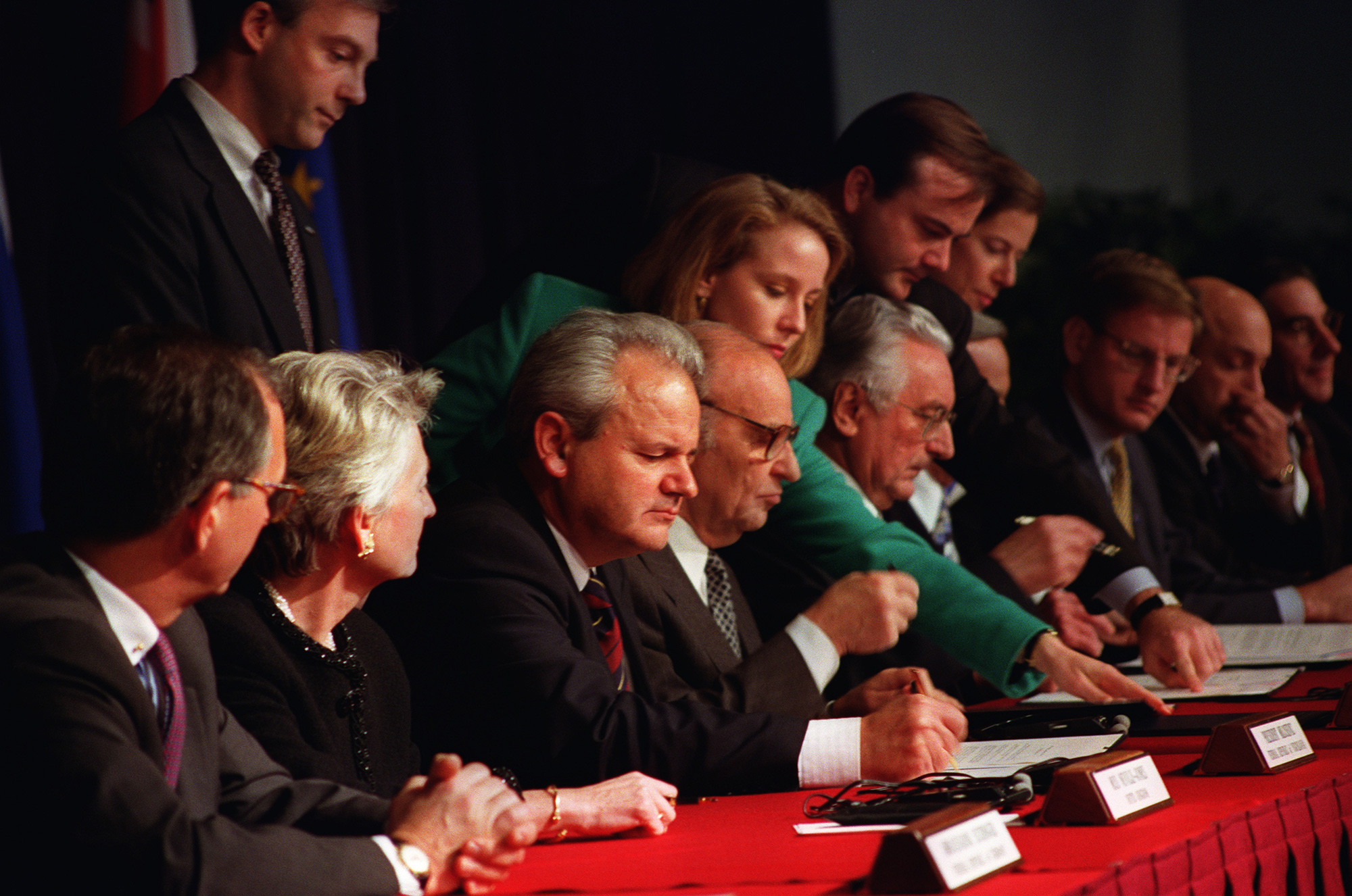
Daytonavtalet, som gör slut på kriget i före detta Jugoslavien, undertecknas i Paris av Bosniens, Kroatiens och Serbiens presidenter.

- 6 december – USA:s president Bill Clinton meddelar att han beordrat att USA skickar 1 500 amerikanska soldater till NATO-styrkor i Bosnien och Hercegovina och Kroatien.[8]
- 8 december – Svenske moderatledaren Carl Bildt, EU:s fredsmedlare, utses till chef för det civila återuppbyggnadsarbetet och fredssamordnare i Bosnien-Hercegovina, och lämnar det mesta politiska arbetet i Sverige under tiden framöver.[2]
- 14 december
  - Daytonavtalet, som gör slut på kriget i före detta Jugoslavien, undertecknas i Paris av Bosniens, Kroatiens och Serbiens presidenter.
  - 500 000 julkort från brandkåren till Sveriges hushåll måste tryckas om, eftersom ordet "inte" har fallit bort och uppmaningen på dem lyder "Glöm ljusen!".[5]
- 15 december – EU:s toppmöte i Madrid beslutar att införa euron som gemensam valuta från och med 1 januari 1999.
- 20 december
  - Apoteksbolagets VD Åke Hallman lämnar posten efter storm kring hans person då han har ett fallskärmsavtal bestående av avgångsvederlag på 5,9 miljoner SEK samt pension från 55 år till 63 år på 2,3 miljoner SEK om året.[5]
  - I Sverige slår statliga ubåtskommissionen fast att svenska vatten sedan tidigt 1980-tal kränkts cirka 8-10 gånger.[10]
- 22 december – Göteborgs tingsrätt i Sverige menar att den svenska lagen mot politisk uniform strider mot Sveriges grundlagar och friar en yngling, som burit en armbindel med ett hakkors.[5]
- 23 december – Den sittande presidenten Lech Walesa förlorar presidentvalet i Polen mot exkommunisten Alexander Kwasniewski.[2]
- 26 december – Över 100 ton råolja läcker ur ledning i Ufa, Ryssland och förorenar flera floder i Ural. Tusentals kvadratkilometer mark förstörs på några dagar[4]
- 31 december – Sveriges Radio sänder för sista gången TT-nyheter.

### Okänt datum
- Det svenska läkemedelsföretaget Pharmacia och det amerikanska Upjohn går samman och bildar Pharmacia & Upjohn.
- Sveriges försvarsminister Thage G. Peterson säger nej till en utredning om svenskt medlemskap i NATO.
- I Sverige avbryts Socialdemokraternas och Vänsterpartiets ekonomiska samarbete, varpå Socialdemokraterna i stället söker sig till Centerpartiet.
- Målsättningen att ha en stark svensk försvarsindustri överges.
- Storbritannien inför krav på säkerhetsbälten i alla minibussar som används i skoltransporter.
- Flera tusen gymnasieskolelever i Sverige strejkar i några dagar, i protest mot skolnedskärningar och sänkta studiebidrag.
- Rysk-svenska handelskammaren bildas.
- Sverige kallar hem sin Nigeriaambassadör i protest mot avrättningar av regimkritiker i Nigeria.
- G7-gruppen beslutar om ett stort biståndsprogram till Mexiko.
- En del av rapporterna om u-båtskränkningar kan ha berott på simmande minkar.[9]
- Sveriges statsminister Ingvar Carlsson flyttar in i Sagerska palatset.[9]
- En 27-årig bankman i Sverige har fört över 151 miljoner SEK till kumpanens konto.[9]
- Sveriges riksdag får en egen förskola.[9]
- Kortedala museum invigs.[15]

## Födda

### Första kvartalet

#### Januari
- 2 januari – Antonio José, spansk musiker.
- 4 januari – María Isabel, spansk musiker.
- 12 januari
  - Maverick Viñales, spansk (katalansk) roadracingförare.
  - Magdalena Fjällström, svensk alpin skidåkare.
- 18 januari – Melissa Petrén, svensk handbollsspelare.
- 21 januari – Julija Stupak, rysk längdskidåkare.

#### Februari
- 4 februari
  - Lisa Vittozzi, italiensk skidskytt.
  - Anastasija Sedova, rysk längdskidåkare.
- 6 februari – Leon Goretzka, tysk fotbollsspelare.
- 7 februari – Cao Yuan, kinesisk simhoppare.
- 12 februari – Alessandro Velotto, italiensk vattenpolospelare.
- 23 februari – Emil Hansius, svensk youtubare.
- 28 februari – Quinn Shephard, amerikansk skådespelare.

#### Mars
- 8 mars – Luca Brecel, belgisk snookerspelare.
- 12 mars – Bobby Äikiä, svenskt uppmärksammat mordoffer.
- 13 mars
  - Mikaela Shiffrin, amerikansk alpin skidåkare.
  - Anna Vjachireva, rysk handbollsspelare.
- 14 mars – Leon Bristedt, svensk ishockeyspelare.
- 23 mars – Ester Ledecká, tjeckisk snowboardåkare och alpin skidåkare.
- 31 mars – Anna Magnusson, svensk skidskytt.

### Andra kvartalet

#### April
- 10 april – Adriana Jelinkova, tjeckisk alpin skidåkare.
- 19 april – Juuse Saros, finländsk ishockeyspelare.
- 23 april – Estelle Alphand, svensk-fransk alpin skidåkare.

#### Maj
- 12 maj – Luke Benward, amerikansk barnskådespelare.
- 15 maj – Ksenija Sitnik, belarusisk musiker.
- 21 maj – Jarryd Hughes, australisk snowboardåkare.

#### Juni
- 7 juni – Nika Turković, kroatisk sångerska.
- 10 juni – Simon Sjöquist, svensk röstskådespelare.
- 13 juni – Petra Vlhová, slovakisk alpin skidåkare.
- 16 juni – Lauren Southern, kanadensisk högerextrem och konservativ aktivist.
- 17 juni – Anamarija Lampic, slovensk längdskidåkare.

### Tredje kvartalet

#### Juli
- 1 juli – Lee Taeyong, medlem i gruppen NCT.
- 9 juli
  - Georgie Henley, engelsk skådespelare.
  - Ingvild Bakkerud, norsk handbollsspelare.
- 10 juli – Pia Fink, tysk längdskidåkare.
- 12 juli – Yohio, svensk sångare/låtskrivare.
- 17 juli
  - Michela Moioli, italiensk snowboardåkare.
  - Mina Fürst Holtmann, norsk utförsåkare.
- 19 juli – Romee Strijd, nederländsk modell.

#### Augusti
- 20 augusti – Magnus Landin Jacobsen, dansk handbollsspelare.
- 21 augusti – Matilda Grahn, svensk barnskådespelare.

#### September
- 3 september – Peg Parnevik, svensk sångare och låtskrivare.
- 5 september – Caroline Sunshine, amerikansk skådespelare/sångerska/dansare.
- 6 september – Natalja Neprjajeva, rysk längdskidåkare.
- 8 september – Martin Ponsiluoma, svensk skidskytt.
- 14 september – Sander Sagosen, norsk handbollsspelare.
- 16 september – Ricardo Bagadur, kroatisk fotbollsspelare.
- 25 september – Kajsa Ezelius, svensk politiker.
- 27 september – Lina Leandersson, svensk skådespelare.

### Fjärde kvartalet

#### Oktober
- 11 oktober – Prinsessan Luisa Maria av Belgien, ärkehertiginna av Habsburg-Este.
- 13 oktober – Park Jimin, medlem i gruppen BTS.
- 16 oktober
  - Johanna Forsberg, svensk handbollsspelare.
  - Molly Hammar, svensk sångerska.
- 25 oktober – Valter Skarsgård, svensk skådespelare.
- 27 oktober – Leon Draisaitl, tysk ishockeyspelare.
- 30 oktober – Mauri Hermundsson, svensk youtubare.

#### November
- 2 november
  - Hanna Öberg, svensk skidskytt.
  - Chloé Chevalier, fransk skidskytt.
- 3 november – Coline Mattel, fransk backhoppare.
- 5 november – Tehilla Blad, svensk skådespelare.
- 6 november – Antonija Mandir, svensk influencer.
- 16 november – Noah Gray-Cabey, amerikansk barnskådespelare (bland annat Heroes).
- 23 november – Brittany Broben, australisk simhoppare.

#### December
- 25 december – Mimmi Sandén, svensk sångare.
- 30 december − Kim Taehyung, medlem i gruppen BTS.

## Avlidna

### Första kvartalet

#### Januari
- 1 januari – Fred West, 53, brittisk seriemördare.
- 22 januari
  - Rose Fitzgerald Kennedy, 104, amerikansk mor till president John F. Kennedy, Robert F. Kennedy och Ted Kennedy samt maka till Joseph Kennedy.
  - Tore Westlund, 84, svensk musiker (klarinett och saxofon).
- 25 januari – Fritjof Hellberg, 77, svensk skådespelare.
- 29 januari – Karl-Erik Forsgårdh, 75, svensk skådespelare.

#### Februari
- 2 februari – Donald Pleasence, 75, brittisk skådespelare.
- 5 februari – Per Edvin Fälting, 83, svensk dykare, ledare av bärgningen av regalskeppet Vasa.
- 9 februari – J. William Fulbright, 89, amerikansk demokratisk politiker, senator 1945–1974.
- 14 februari – Leif Reinius, 87, svensk arkitekt.
- 22 februari – Karl-Arne Holmsten, 83, svensk skådespelare.
- 23 februari – James Herriot, 78, engelsk veterinär och författare.

#### Mars
- 10 mars – Dicky Zulkarnaen, 55, indonesisk skådespelare.
- 17 mars – Flor Contemplacion, 42, filippinskt hembiträde, avrättad av Singapore.
- 23 mars – Albino Pierro, 78, italiensk poet.
- 26 mars – Eazy-E, 30, amerikansk rappare.
- 31 mars – Selena, 23 amerikansk sångare.

### Andra kvartalet

#### April
- 2 april – Hannes Alfvén, 86, svensk fysiker, nobelpristagare.
- 10 april
  - Chen Yun, 90, kinesisk kommunistisk politiker.
  - William Lind, 83, svensk kapellmästare, musikarrangör och kompositör.
- 16 april
  - Arthur English, 75, brittisk skådespelare.
  - Iqbal Masih, 12, pakistansk skuldslav, mördad.
- 23 april
  - Howard Cosell, 77, amerikansk sportjournalist.
  - John C. Stennis, 93, amerikansk politiker, senator 1947–1989.
- 25 april – Ginger Rogers, 83, amerikansk skådespelare och dansör.

#### Maj
- 2 maj – Michael Hordern, 83, brittisk skådespelare.
- 5 maj – Michail Botvinnik, 83, sovjetrysk världsmästare i schack.
- 9 maj – Alf Henrikson, 89, svensk författare och historiker[9].
- 12 maj – Karl Vennberg, 85, svensk författare, poet och kulturjournalist[9].
- 18 maj – Börge Krüger, 78, dansk-svensk dansare och skådespelare.
- 18 maj – Jan Trolin, 26, svensk programledare och konferencier.
- 24 maj – Harold Wilson, 79, brittisk politiker, premiärminister 1964–1970 och 1974–1976.
- 31 maj – Les Aspin, 56, amerikansk demokratisk politiker, USA:s försvarsminister 1993–1994.

#### Juni
- 4 juni – Lars Brising, 80, svensk civilingenjör, konstruktör av J 29.
- 8 juni – Erik Beckman, 60, svensk författare.
- 9 juni – Acharya N.G. Ranga, 94, indisk politiker.
- 14 juni – Roger Zelazny, 58, amerikansk fantasy- och science fiction-författare.
- 22 juni – Yves Congar, 91, fransk romersk-katolsk kardinal.
- 23 juni – Jonas Salk, 80, amerikansk medicinforskare, uppfinnare av poliovaccinet.
- 25 juni – Warren Burger, 87, chefsdomare i USA:s högsta domstol 1969–1986.
- 29 juni – Lana Turner, 74, amerikansk skådespelare.

### Tredje kvartalet

#### Juli
- 1 juli – Wolfman Jack, 57, amerikansk radio-, tv- och filmartist.
- 3 juli – Pancho Gonzales, 67, amerikansk tennisspelare.
- 4 juli – Bob Ross, 55, amerikansk konstnär och TV-programledare.
- 11 juli – Stig Bergendorff, 81, svensk skådespelare, författare, regissör, manusförfattare, kompositör och textförfattare.
- 17 juli – Juan Manuel Fangio, 84, argentinsk racerförare.
- 20 juli – Ernest Mandel, 72, belgisk trotskistisk politiker.
- 21 juli – Gunde Johansson, 72, svensk vissångare.

#### Augusti
- 1 augusti – Frank W. Cyr, 95, anordnare av USA:s första federala skolbussystem 1939.
- 3 augusti
  - Ida Lupino, 77, amerikansk skådespelare.
  - Edward Whittemore, 62, amerikansk författare.
- 4 augusti – J. Howard Marshall, 90, amerikansk oljemiljardär, gift med Anna Nicole Smith.
- 5 augusti – Harald Lundquist, 81, svensk kompositör, orkesterledare och sångare.
- 8 augusti – Kurt Becher, 85, tysk SS-officer.
- 13 augusti – Mickey Mantle, 63, amerikansk basebollspelare.
- 17 augusti
  - Per Gunvall, 82, svensk regissör och manusförfattare.
  - John Hron, 14, svensk pojke som mördades av nynazister, mottagare av Stig Dagerman-priset.
- 18 augusti – Gunnar Svensson, 75, svensk kompositör, pianist och sångare.
- 23 augusti
  - Johan Bergenstråhle, 60, svensk teater- och filmregissör.
  - Dwayne Goettel, 31, kanadensisk musiker, medlem i Skinny Puppy.
- 24 augusti – Johannes Antonsson, 73, svensk centerpolitiker, halländsk landshövding.
- 25 augusti – Tore Alespong, 86, svensk arbetare och trumpetare.

#### September
- 2 september – Lillemor Biörnstad, 91, svensk skådespelare.
- 5 september – Ebba Lindqvist, 87, svensk författare.
- 6 september – Tosse Bark, 72, svensk kompositör, musiker, sångare och skådespelare.
- 12 september – Lubomír Beneš, 59, tjeckisk animatör och regissör.
- 13 september – Frank Silva, 44, amerikansk kulissarbetare och skådespelare.
- 15 september
  - Gunnar Nordahl, 73, svensk fotbollsspelare, en del av trion Gre-No-Li (död vid besök på Sardinien)[2].
  - Rien Poortvliet, 63, nederländsk konstnär.

### Fjärde kvartalet

#### Oktober
- 1 oktober – Lennart Palme, 75, svensk manusförfattare och reklamkonsult.
- 4 oktober – Mona Åstrand, 64, svensk skådespelare.
- 9 oktober
  - Alec Douglas-Home, 92, brittisk politiker, premiärminister 1963–1964.
  - John A. Scali, 77, amerikansk diplomat och journalist, FN-ambassadör 1973–1975.
- 13 oktober – Marco Campos, 19, brasiliansk racerförare.
- 21 oktober
  - Shannon Hoon, 28, amerikansk musiker.
  - Nils Hövenmark, 73, svensk deckarförfattare, apotekare samt radioröst.
- 22 oktober – Kingsley Amis, 73, brittisk författare.
- 30 oktober – Lennart Stendahl, 50, svensk radioman.

#### November
- 4 november – Yitzhak Rabin, 73, Israels premiärminister, mördad.[2].
- 25 november
  - Helge Hagerman, 85, svensk skådespelare, vissångare, regissör, och producent.
  - Richard G. Shoup, 71, amerikansk republikansk politiker, kongressledamot 1971–1975.

#### December
- 2 december – Robertson Davies, 82, kanadensisk författare.
- 18 december – Konrad Zuse, 85, tysk konstruktör av den första fungerande datorn.
- 20 december – Madge Sinclair, 57, jamaicansk skådespelare.
- 23 december – Olof Rydbeck, 82, svensk tidigare radiochef och ambassadör[9].
- 25 december – Dean Martin, 78, amerikansk sångare och skådespelare.
- 30 december – Katarina Taikon, 63, svensk författare.

## Nobelpris[16]
- Fysik
  - Martin L. Perl, USA
  - Frederick Reines, USA
- Kemi
  - Paul J. Crutzen, Nederländerna
  - Mario Molina, USA
  - F. Sherwood Rowland, USA
- Medicin
  - Edward B. Lewis, USA
  - Christiane Nüsslein-Volhard, Tyskland
  - Eric F. Wieschaus, USA
- Litteratur – Seamus Heaney, Irland
- Fred
  - Joseph Rotblat, Storbritannien
  - Pugwash Conferences on Science and World Affairs, Kanada
- Ekonomi – Robert Lucas Jr., USA

### Fotnoter
1. ↑  ”Narkotika”. Arkiverad från originalet den 24 maj 2011. https://web.archive.org/web/20110524131828/http://members.fortunecity.com/simulatorsmusicsite/droger/narkotika.htm.
2. 1 2 3 4 5 6 7 8 9 10 11 12 13 14  20:e århundrades När Var Hur – 1995, Bernt Himmelstedt, Forum, 1999
3. ↑  Sverige 1900-talet – Gift, sambo, partner, särbo eller frånskild?, NE, Bra Böcker, 2000
4. 1 2 3 4 5 6 7 8 9 10 11 12  Faktakalendern 1997, Semic, 1996
5. 1 2 3 4 5 6 7 8 9 10 11 12 13 14  Sverige 1900-talet – 1995, NE, Bra Böcker, 2000
6. 1 2 3 4 5 6 7 8 9  Faktakalendern 2006, Semic, 2005
7. 1 2 3 4 5 6 7 8 9 10 11 12  100 år med Aftonbladet – 1995, 1999
8. 1 2 3 4 5  Grimmett, Richard F. (5 oktober 2004). ”Instances of Use of United States Armed Forces Abroad, 1798 – 2004”. Naval History and Heritage Command. https://www.history.navy.mil/research/library/online-reading-room/title-list-alphabetically/i/use-of-armed-forces-abroad-1798-2004.html.
9. 1 2 3 4 5 6 7 8 9 10 11 12 13 14 15 16 17 18 19 20 21  Hundra år i Sverige – 1995, Hans Dahlberg, Albert Bonniers, 1999
10. 1 2 3 4  Faktakalendern 2000 – 1995 (Sverige), 1999
11. 1 2 3 4  Faktakalendern 2000 – 1995 (Utlandet), Semic, 1999
12. ↑  ”"Amnesty International is concerned about the capital sentence imposed on Sarah Balabagan"”. http://www.amnestyusa.org/countries/united_arab_emirates/document.do?id=E89468C4D74AC97F802569A500715749. 27 september 1995.
13. ↑  ”World Statesmen (läst 3 april 2011)”. http://www.worldstatesmen.org/Canada_Provinces_P-Y.html#Quebec.
14. ↑  ”SMHI”. Arkiverad från originalet den 18 augusti 2010. https://web.archive.org/web/20100818013115/http://www.smhi.se/kunskapsbanken/host-1.1257.
15. ↑  Sverige 1900-talet – Med flyttlass till folkhemmet, NE, Bra Böcker, 2000
16. ↑  ”Nobelpriset”. https://www.nobelprize.org/prizes/lists/all-nobel-prizes/. Läst 10 april 2011.